# Kabupaten Asahan
Kabupaten Asahan är ett distrikt i Indonesien.   Det ligger i provinsen Sumatera Utara, i den västra delen av landet, 1 300 km nordväst om huvudstaden Jakarta. Antalet invånare är 710 498.
Tropiskt regnskogsklimat råder i trakten. Årsmedeltemperaturen i trakten är 24 °C. Den varmaste månaden är mars, då medeltemperaturen är 25 °C, och den kallaste är januari, med 22 °C. Genomsnittlig årsnederbörd är 2 950 millimeter. Den regnigaste månaden är november, med i genomsnitt 381 mm nederbörd, och den torraste är juni, med 117 mm nederbörd.